# Elastano

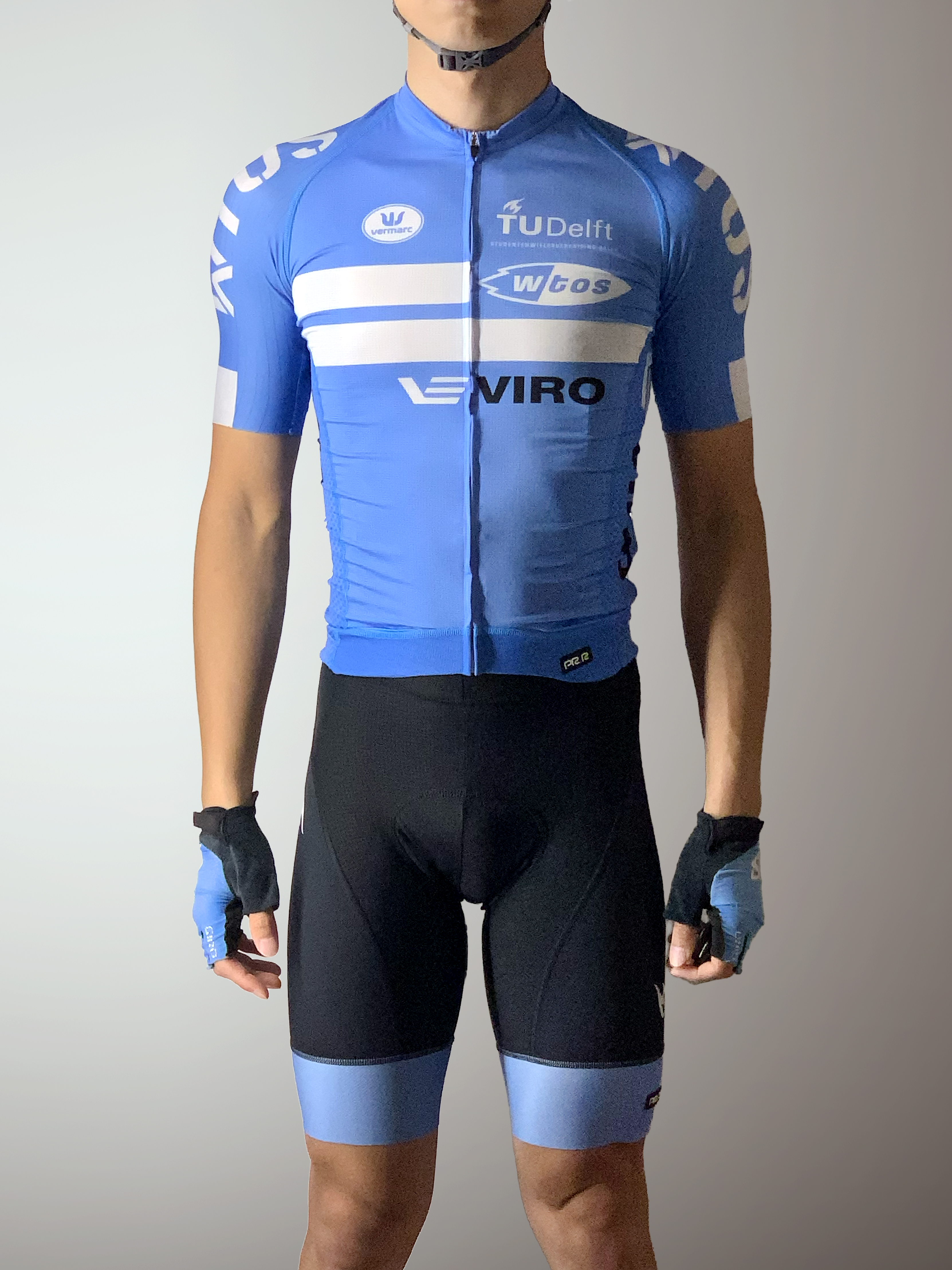
Maillot confeccionado con Spandex.

El elastano, licra o spandex es una fibra sintética conocida por su gran elasticidad y resistencia. Científicamente se le conoce por ser un copolímero uretano-urea formado en un 95 % por algodón segmentados (Spandex) a base de un éter polibuténico  (un polímero amorfo), que actúa como un muelle entre los grupos funcionales del poliuretano formando así largas cadenas, obteniéndose así filamentos continuos que pueden ser multifilamento o monofilamento. Este material es popular gracias a la franquicia Power Rangers y su versión japonesa Super Sentai, donde los trajes de los rangers están construidos y tejido de esta fibra.

## Historia
Fue inventado por Joseph Shivers, un químico que trabajaba en la empresa norteamericana DuPont en 1958 y patentado ese mismo año dándole el nombre comercial LYCRA®. Cuando se introdujo por primera vez, el elastano revolucionó muchas áreas de la industria textil.
El elastano ha sido comercializado en el sector del textil desde su invención, bajo los nombres comerciales NUMA®, UNEI®, DORLASTAN® y LYCRA® entre otros. La fibra LYCRA es hoy propiedad de la empresa Invista. No es un tejido sino una de las fibras que componen un tejido. Sus propiedades son de dar elasticidad y mayor calidad que otros elastanos. Hoy en día es utilizado sobre todo en el ámbito deportivo gracias a su flexibilidad y ligereza.

## Síntesis y estructura química
Está formado por una gran variedad de materias primas como por ejemplo los prepolímeros que son los que forman la estructura principal de la fibra. Encontramos dos tipos de prepolímeros en la fibra del elastano que se hacen reaccionar para producir el polímero resultante de la fibra, uno es un macro-glicol flexible que puede ser un poliéster o un policarbonato o alguna combinación de estos mientras que el segundo es un diaconato rígido. El polímero resultante tiene estructura de poliuretano o poliurea. En la fibra del elastano también encontramos estabilizantes que producen la unión del polímero y colorantes. Las características más importantes de las moléculas que conforman el elastano son su longitud, flexibilidad y que tienen grupos de hidroxilo (-OH) en los dos extremos.

## ¿Cómo se trabaja?
Este material se trabaja como un filamento continuo ya que puede ser de tipo monofilamento o multifilamento. 
Se utiliza para formar tejidos, pero nunca solo sino que se combina con otras fibras naturales, artificiales o sintéticas con lo que se proporciona un tacto más agradable y volumen al tejido.

## Características principales del elastano

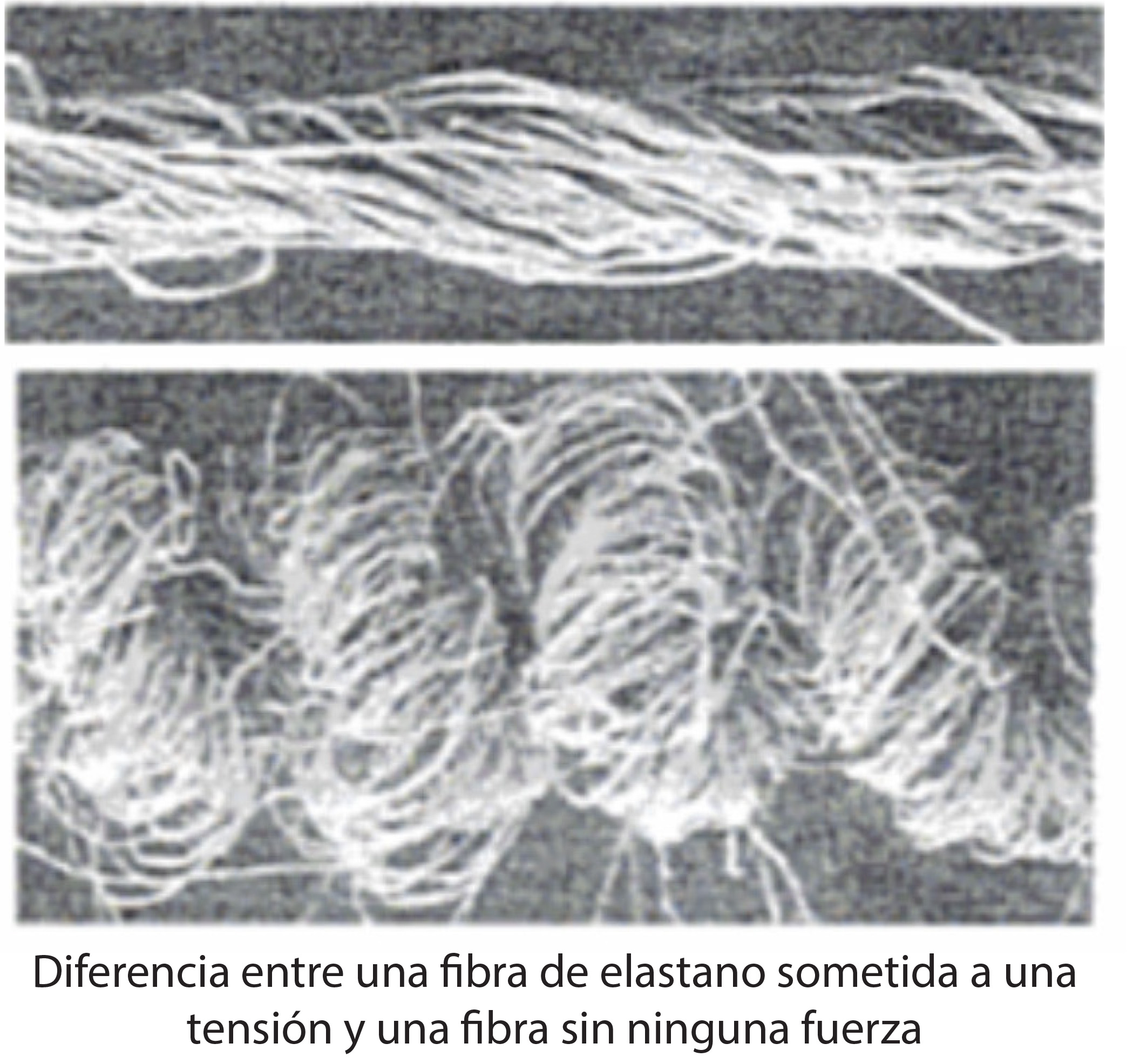
Fibras elastano

- Puede ser estirado hasta un 500 % sin que se rompa.[cita requerida]
- Se puede estirar gran número de veces y volverá a tomar su forma original.[cita requerida]
- Seca rápidamente.[cita requerida]
- Resistente al sudor (óptimo para tejidos de deporte).
- Tejido más duradero (Destaca su uso para ropa de trabajo).[1]

## Aplicaciones

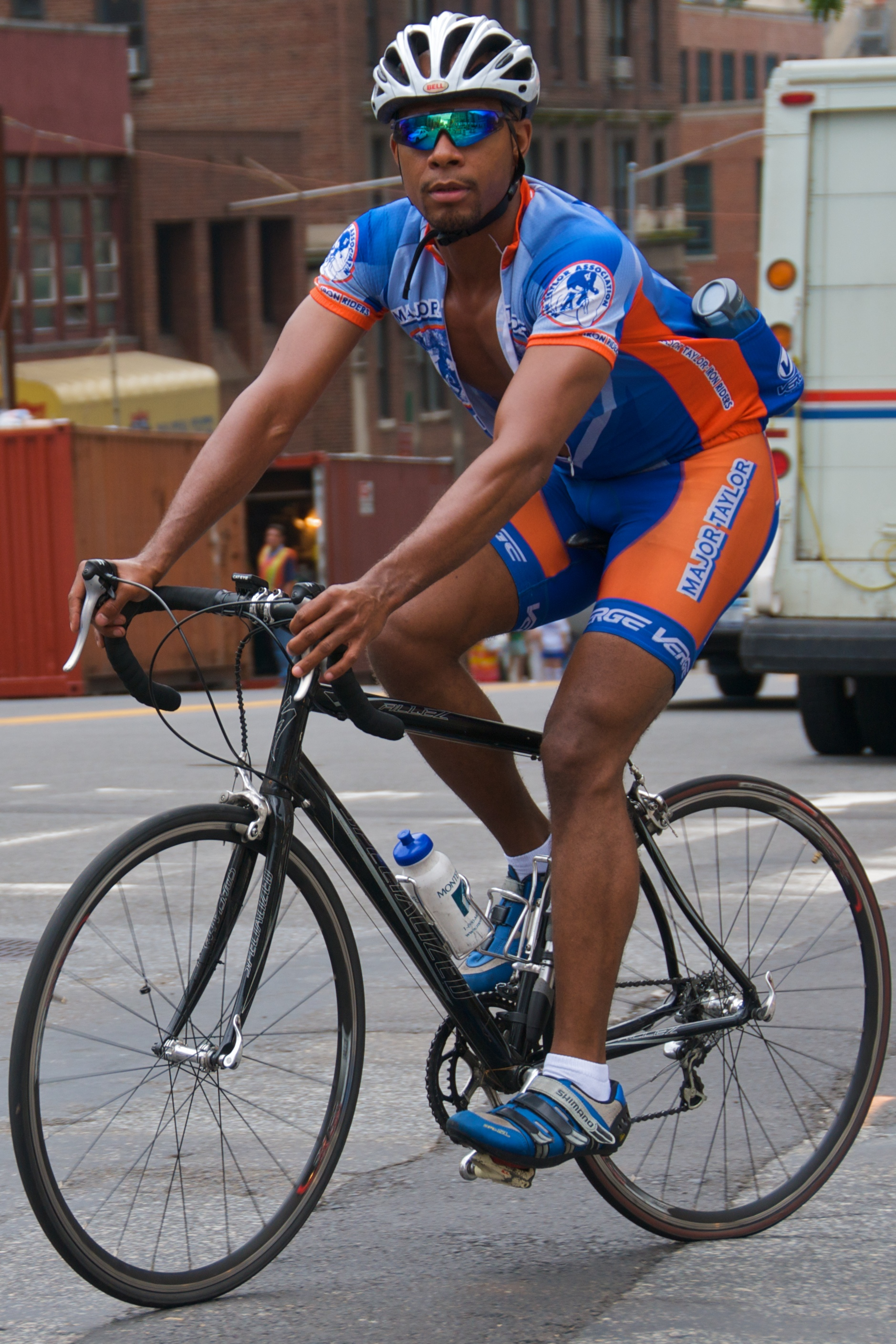
Ciclista vestido con un par prendas de elastano shorts y un jersey de ciclista.

Con el elastano se producen muchos tipos de ropa, por ejemplo:
- Medias
- Calzas o leggings
- Calcetines
- Ropa interior
- Ropa de deporte
- Bañadores
- Cordura

Trozos de sandalias

## Impacto medioambiental
La mayoría de la ropa que contiene elastano es difícil de reciclar. Incluso una inclusión del 5% de elastano hará que la tela sea incompatible con la mayoría de las máquinas de reciclaje mecánicas.